# DDG(X)
El programa DDG (X) (también conocido como el programa Destructor de misiles guiados de próxima generación) es un programa de la Armada de los Estados Unidos para desarrollar una clase de destructores pesados para suceder a sus 22 cruceros de clase Ticonderoga del Tramo II y 27 destructores clase Arleigh Burke del Tramo I/II. El programa es la culminación de la iniciativa Large Surface Combatant (LSC) que siguió a la cancelación del proyecto CG(X) y la reducción del número de destructores de clase Zumwalt. Los barcos se convertirán en los principales buques de guerra de superficie de la Marina de los EE. UU. En comparación con sus predecesores, incorporarán sensores más potentes y tendrán más espacio y margen de peso para crecer.

## Diseño

### Desarrollo
Con la cancelación del CG(X) en 2010, la Marina de los Estados Unidos se embarcó en nuevos estudios y programas para el futuro del papel de defensa aérea que cumplen los cruceros de la clase Ticonderoga. Debido a que los cruceros se construyeron sobre los cascos de los destructores de la clase Spruance, tenían un potencial de actualización limitado debido a los márgenes de espacio, peso y potencia. Mientras tanto, la adquisición de los destructores de la clase Zumwalt se redujo severamente debido a los altos costos y un énfasis renovado en la defensa aérea y antimisiles para combatientes más grandes. Eventualmente, la Armada optó por actualizar los Ticonderoga y adquirir los destructores clase Arleigh Burke del Tramo III con la mejoraAN/SPY-6 y sistemas de combate mejorados para complementar los Ticonderoga para defensa aérea y antimisiles. La Armada buscó lograr un convenio (en lugar de abrir una competencia) entre el Bath Iron Works de General Dynamics y el Ingalls Shipbuilding de Huntington Ingalls Industries (HII).
La Marina también lanzó estudios sobre un Future Surface Combatant (FSC) para reemplazar la clase Ticonderoga, que llegará al final de su vida útil en la década de 2020, así como los buques más antiguos de la clase Arleigh Burke. El FSC se convirtió en el programa Large Surface Combatant (LSC), que se convirtió en el DDG(X), con la oficina del programa establecida en junio de 2021. En febrero de 2022, se contrató a Gibbs & Cox para proporcionar soporte de diseño e ingeniería. La Marina conserva el papel principal de diseño.

### Casco
Actualmente se están probando varias configuraciones de casco en el Centro de Guerra de Superficie Naval (NSWC) Carderock y NSWC Filadelfia. Un concepto presentado en el Simposio de guerra de superficie de 2022 muestra una forma de casco angular con un desplazamiento de 13.290 toneladas largas (13.500 t), un arco convencional y una superestructura que recuerda al destructor de clase Zumwalt . Las futuras embarcaciones de la clase pueden alargarse con un módulo de carga útil para capacidades adicionales.
El diseño del casco DDG(X) incorporará lecciones y elementos de los diseños de Arleigh Burke y Zumwalt . Los buques podrán acomodar sistemas de lanzamiento de misiles más grandes, mayor capacidad de supervivencia y márgenes de espacio, peso, potencia y enfriamiento para el crecimiento futuro. Como los barcos reemplazarán a los cruceros de clase Ticonderoga , tendrán instalaciones de comando y control de defensa aérea y alojamiento para el personal de un almirante.

### Propulsión
El DDG(X) utilizará Integrated Power System (IPS), un moderno accionamiento turboeléctrico integrado que se emplea en la clase Zumwalt. Se espera que los buques tengan un 50 % más de alcance, un 120 % más de tiempo en la estación y una reducción del 25 % en el consumo de combustible en comparación con los destructores actuales de la Marina de los EE. UU.

### Sensores
Los sensores serán inicialmente variantes ampliadas del radar AN/SPY-6 montado en los destructores clase Flight III Arleigh Burke . El casco está diseñado con disposiciones para sensores actualizados en el futuro, incluidos conjuntos de radares más grandes. Los DDG(X) equiparán el radar de búsqueda aérea AN/SPY-6 y el sistema de combate Aegis Baseline 10.

### Armas
Las embarcaciones estarán inicialmente equipadas con bloques de 32 celdas del Mark 41 VLS, y la imagen conceptual del casco muestra cuatro de esos bloques. En lugar del bloque Mk 41, también se puede aceptar un bloque de 12 celdas de lanzadores más grandes para misiles hipersónicos. La imagen conceptual también muestra la embarcación montando un cañón principal Mark 45 Mod 4 de 5 pulgadas (127 mm)/62 cal. Las versiones mejoradas de la clase también pueden incorporar armas láser, con láseres que van desde 150 a 600 kW.